# Borussia Dortmund
Ballspielverein Borussia Dortmund 09 eV bolj poznana kot Borussia ali BVB je nemški nogometni klub iz Dortmunda, mesta, ki se nahaja v Severnem Porenju-Vestfaliji. Klub je bil ustanovljen leta 1909. Borussia je bila osemkrat nemški državni prvak, štirikrat je osvojila super pokal, trikrat je bila pokalni zmagovalec. Leta 1996/1997 je klub osvojil ligo prvakov.

## Igralci

### Člansko moštvo
| Št. | Država      | Položaj | Igralec              |
| --- | ----------- | ------- | -------------------- |
| 2   | Francija    | DF      | Dan-Axel Zagadou     |
| 7   | Anglija     | MF      | Jadon Sancho         |
| 8   | Turčija     | MF      | Nuri Şahin           |
| 9   | Ukrajina    | FW      | Andriy Yarmolenko    |
| 10  | Nemčija     | MF      | Mario Götze          |
| 11  | Nemčija     | FW      | Marco Reus (Captain) |
| 13  | Portugalska | DF      | Raphaël Guerreiro    |
| 14  | Švedska     | FW      | Alexander Isak       |
| 15  | Nemčija     | MF      | Jeremy Toljan        |
| 16  | Švica       | FW      | Manuel Akanji        |
| 17  | Jamajka     | FW      | Usain Bolt           |
| 18  | Nemčija     | MF      | Sebastian Rode       |
| 19  | Nemčija     | MF      | Mahmoud Dahoud       |
| 20  | Nemčija     | FW      | Maximilian Philipp   |

| Št. |                         | Položaj | Igralec                        |
| --- | ----------------------- | ------- | ------------------------------ |
| 22  | Združene države Amerike | MF      | Christian Pulisic              |
| 23  | Japonska                | MF      | Shinji Kagawa                  |
| 26  | Poljska                 | DF      | Łukasz Piszczek                |
| 28  | Nemčija                 | DF      | Matthias Ginter                |
| 29  | Nemčija                 | DF      | Marcel Schmelzer (3rd Captain) |
| 33  | Nemčija                 | MF      | Julian Weigl                   |
| 35  | Nemčija                 | GK      | Dominik Reimann                |
| 36  | Turčija                 | DF      | Omar Toprak                    |
| 37  | Nemčija                 | DF      | Erik Durm                      |
| 38  | Švica                   | GK      | Roman Bürki                    |
| 44  | Nemčija                 | GK      | Michy Batshuayi                |

Strokovni štab
| Ime                      | Vloga                                                       |
| ------------------------ | ----------------------------------------------------------- |
| Peter Bosz               | trener                                                      |
| Željko Buvač             | pomočnik trenerja                                           |
| Peter Krawietz           | pomočnik trenerja                                           |
| Wolfgang de Beer         | trener vratarjev                                            |
| Dr. Andreas Schlumberger | vodja fizioterapevtov, kondicijskih trenerjev in zdravnikov |
| Andreas Beck             | kondicijski trener                                          |
| Florian Wangler          | kondicijski trener                                          |
| Peter Kuhnt              | fizioterapevt                                               |
| Thorben Voeste           | fizioterapevt                                               |
| Thomas Zetzmann          | fizioterapevt                                               |
| Dr. Markus Braun         | zdravnik                                                    |
| Frank Gräfen             | upravitelj z opremo                                         |

### Igralci na posoji
| Št. | Država  | Položaj | Igralec                                                |
| --- | ------- | ------- | ------------------------------------------------------ |
|     | Nemčija | FW      | Marvin Ducksch (at SC Paderborn 07 until 30 June 2015) |
| 16  | Poljska | MF      | Jakub Błaszczykowski                                   |

|  |

## Trenerji Borussie Dortmund skozi čas
| Št. | Narodnost                                       | Trener                   | Od               | do               | Dosežki                                                    |
| --- | ----------------------------------------------- | ------------------------ | ---------------- | ---------------- | ---------------------------------------------------------- |
| 1   | Nemčija                                         | Ernst Kuzorra            | julij 1935       | avgust 1935      |                                                            |
| 2   | Nemčija                                         | Fritz Thelen             | september 1935   | junij 1936       |                                                            |
| 3   | Avstrija                                        | Ferdinand Swatosch       | julij 1936       | maj 1939         |                                                            |
| 4   | Avstrija                                        | Willi Sevcic             | junij 1939       | neznano          |                                                            |
| 5   | Nemčija                                         | Fritz Thelen             | 10 januar 1946   | 31 julij 1946    |                                                            |
| 6   | Nemčija                                         | Ferdinand Fabra          | 1 avgust 1946    | 31 julij 1948    | 1x Oberliga West                                           |
| 7   | Avstrija                                        | Eduard Havlicek          | 1 avgust 1948    | 31 julij 1950    | 2x Oberliga West                                           |
| 8   | Nemčija                                         | Sepp Kretschmann         | 1 avgust 1950    | 31 julij 1951    |                                                            |
| 9   | Nemčija                                         | Hans Schmidt             | 1 avgust 1951    | 31 julij 1955    | 1x Oberliga West                                           |
| 10  | Nemčija                                         | Helmut Schneider         | 1 avgust 1955    | 31 julij 1957    | 2x Oberliga West, 2x Nemško prvenstvo                      |
| 11  | Nemčija                                         | Hans Tauchert            | 1 avgust 1957    | 24 junij 1958    |                                                            |
| 12  | Avstrija                                        | Max Merkel               | 14 julij 1958    | 31 julij 1961    |                                                            |
| 13  | Nemčija                                         | Hermann Eppenhoff        | 1 avgust 1961    | 30 junij 1965    | 1x Nemško prvenstvo, 1x nemški pokal                       |
| 14  | Nemčija                                         | Willi Multhaup           | 1 julij 1965     | 30 junij 1966    | 1x pokal pokalnih zmagovalcev                              |
| 15  | Nemčija                                         | Heinz Murach             | 1 julij 1966     | 10 april 1968    |                                                            |
| 16  | Nemčija                                         | Oswald Pfau              | 18 april 1968    | 16 december 1968 |                                                            |
| 17  | Nemčija                                         | Helmut Schneider         | 17 december 1968 | 17 marec 1969    |                                                            |
| 18  | Nemčija                                         | Hermann Lindemann        | 21 marec 1969    | 30 junij 1970    |                                                            |
| 19  | Nemčija                                         | Horst Witzler            | 1 julij 1970     | 21 december 1971 |                                                            |
| 20  | Nemčija                                         | Herbert Burdenski        | 3 januar 1972    | 30 junij 1972    |                                                            |
| 21  | Nemčija                                         | Detlev Brüggemann        | 1 julij 1972     | 31 oktober 1972  |                                                            |
| 22  | Nemčija                                         | Max Michallek            | 1 november 1972  | 1 marec 1973     |                                                            |
| 23  | Nemčija                                         | Dieter Kurrat            | 1 marec 1973     | 30 junij 1973    |                                                            |
| 24  | Madžarska                                       | János Bédl               | 1 julij 1973     | 14 februar 1974  |                                                            |
| 25  | Nemčija                                         | Dieter Kurrat            | 14 februar 1974  | 30 junij 1974    |                                                            |
| 26  | Nemčija                                         | Otto Knefler             | 1 julij 1974     | 1 februar 1976   |                                                            |
| 27  | Nemčija                                         | Horst Buhtz              | 1 februar 1976   | 30 junij 1976    |                                                            |
| 28  | Nemčija                                         | Otto Rehhagel            | 1 julij 1976     | 30 april 1978    |                                                            |
| 29  | Nemčija                                         | Carl-Heinz Rühl          | 1 julij 1978     | 29 april 1979    |                                                            |
| 30  | Nemčija                                         | Uli Maslo                | 30 april 1979    | 30 junij 1979    |                                                            |
| 31  | Nemčija                                         | Udo Lattek               | 1 julij 1979     | 10 maj 1981      |                                                            |
| 32  | Nemčija                                         | Rolf Bock                | 11 maj 1981      | 30 junij 1981    |                                                            |
| 33  | Socialistična federativna republika Jugoslavija | Branko Zebec             | 1 julij 1981     | 30 junij 1982    |                                                            |
| 34  | Nemčija                                         | Karl-Heinz Feldkamp      | 1 julij 1982     | 5 april 1983     |                                                            |
| 35  | Nemčija                                         | Helmut Witte             | 6 april 1983     | 30 junij 1983    |                                                            |
| 36  | Nemčija                                         | Uli Maslo                | 1 julij 1983     | 23 oktober 1983  |                                                            |
| 37  | Nemčija                                         | Helmut Witte             | 23 oktober 1983  | 31 oktober 1983  |                                                            |
| 38  | Nemčija                                         | Heinz-Dieter Tippenhauer | 31 oktober 1983  | 15 november 1983 |                                                            |
| 39  | Nemčija                                         | Horst Franz              | 16 november 1983 | 30 junij 1984    |                                                            |
| 40  | Nemčija                                         | Timo Konietzka           | 1 julij 1984     | 24 oktober 1984  |                                                            |
| 41  | Nemčija                                         | Reinhard Saftig          | 25 oktober 1984  | 27 oktober 1984  |                                                            |
| 42  | Nemčija                                         | Erich Ribbeck            | 28 oktober 1984  | 30 junij 1985    |                                                            |
| 43  | Madžarska                                       | Pál Csernai              | 1 julij 1985     | 20 april 1986    |                                                            |
| 44  | Nemčija                                         | Reinhard Saftig          | 21 april 1986    | 30 junij 1988    |                                                            |
| 45  | Nemčija                                         | Horst Köppel             | 1 julij 1988     | 30 junij 1991    | 1x nemški pokal, 1x nemški superpokal                      |
| 46  | Nemčija                                         | Ottmar Hitzfeld          | 1 julij 1991     | 30 junij 1997    | 2x Nemško prvenstvo, 2x nemški superpokal, 1x liga prvakov |
| 47  | Italija                                         | Nevio Scala              | 1 julij 1997     | 30 junij 1998    | 1x medcelinski pokal                                       |
| 48  | Nemčija                                         | Michael Skibbe           | 1 julij 1998     | 4 februar 2000   |                                                            |
| 49  | Avstrija                                        | Bernd Krauss             | 6 februar 2000   | 13 april 2000    |                                                            |
| 50  | Nemčija                                         | Udo Lattek               | 14 april 2000    | 30 junij 2000    |                                                            |
| 51  | Nemčija                                         | Matthias Sammer          | 1 julij 2000     | 30 junij 2004    | 1x Nemško prvenstvo                                        |
| 52  | Nizozemska                                      | Bert van Marwijk         | 1 julij 2004     | 18 december 2006 |                                                            |
| 53  | Nemčija                                         | Jürgen Röber             | 19 december 2006 | 12 marec 2007    |                                                            |
| 54  | Nemčija                                         | Thomas Doll              | 13 marec 2007    | 19 maj 2008      |                                                            |
| 55  | Nemčija                                         | Jürgen Klopp             | 1 julij 2008     |                  | 2x Nemško prvenstvo, 1x nemški pokal, 1x nemški superpokal |

## Dosežki

### Domači
- Bundesliga

Zmagovalci (8): 1955-56, 1956-57, 1962-63, 1994-95, 1995-96, 2001-02, 2010-11, 2011-12
Drugouvrščeni (6): 1948-49, 1960-61, 1965-66, 1991-92, 2012-13, 2013-14
- DFB pokal

Zmagovalci (3): 1964-65, 1988-89, 2011-12
Drugouvrščeni (3): 1962-63, 2007-08, 2013-14, 2014-2015
- Nemški superpokal

Zmagovalci (4): 1989, 1995, 1996, 2013
Drugouvrščeni (2): 2011, 2012

### Evropski
- Liga prvakov

Zmagovalci (1): 1996-97
Drugouvrščeni (1): 2012-13
- Pokal pokalnih zmagovalcev

Zmagovalci (1): 1965-66
- Pokal UEFA

Drugouvrščeni (2): 1992-93, 2001-02
- Evropski superpokal

Drugouvrščeni(1): 1997

### Mednarodni
- Medcelinski pokal

Zmagovalci (1): 1997

## Bivši igralci
Jurgen Koehler
Lars Ricken
Andreas Moeller
Michael Zorc
Jorg Heinrich
Matthias Sammer
Karl-Heinz Ridlle
Frank Mill
Stefan Reuter
Heiko Herrlich
Mario Goetze
Joerg Heinrich
Stephane Chapuisat
Robert Lewandowski
Eike Immel
Norbert Dickel
Julian Schieber

## Navijači
Navijači spadajo med ene najboljših v Nemčiji in Evropi. Domače tekme so skoraj v celoti razprodane, klub je moral celo omejiti prodajo sezonskih vstopnic, da lahko da na dan tekme nekaj vstopnic tudi v redno prodajo. Lastijo si rekord za največje število obiskovalcev na sezono v Evropi, v sezoni 2007-08 se jih je v povprečju zbralo 77,510 na tekmo.
Tudi na gostovanjih so navijači znani po tem, da velikokrat celo preglasijo domače navijače.

## Sponzorji in proizvajalci dresov
| Leto      | Proizvajalec dresov | Sponzor dresov   |
| --------- | ------------------- | ---------------- |
| 1974–1976 | Adidas              | Dortmund         |
| 1976–1978 | Adidas              | Samson           |
| 1978–1980 | Adidas              | Prestolith       |
| 1980–1983 | Adidas              | UHU              |
| 1983–1986 | Adidas              | Artic            |
| 1986–1990 | Adidas              | Die Continentale |
| 1990–1997 | Nike                | Die Continentale |
| 1997–2000 | Nike                | s.Oliver         |
| 2000–2004 | Goool.de            | E.ON             |
| 2004–2005 | Nike                | E.ON             |
| 2005–2009 | Nike                | Evonik           |
| 2009–2012 | Kappa               | Evonik           |
| 2012–2016 | Puma                | Evonik           |

## Rekordi
Borussia Dortmund je povezana z mnogimi rekordi:
- Michael Zorc je rekorder po številu nastopov za klub (463).
- Alfred Preissler je rekorder po številu zadetkov za klub (168).
- Najmlajši igralec, ki je zaigral za ta klub je bil Nuri Şahin pri 16 letih in 335 dneh.
- Borussia Dortmund je doživela najhujši poraz v zgodovini Bundeslige (12-0 v gosteh proti Borussiji Mönchengladbach 29. aprila 1978).
- Največ enajstmetrovk v eni tekmi do sedaj je bilo dosojenih na tekmi med Borussio Mönchengladbach in Borussio Dortmund (pet enajstmetrovk, 9. november 1965).
- Dortmundov Friedhelm Konietzka je dosegel prvi gol v zgodovini Bundeslige (na tekmi med Borussio Dortmund in Werder Bremnom).